# 苏联铁路F型电力机车
F型电力机车（俄语：Электровоз Ф）是法国阿尔斯通公司为苏联铁路设计制造的一种电力机车。

## 发展历史
在第二次世界大战之前，匈牙利和德国曾经研究采用高压工频单相交流电供电制式的电气化铁路；二战结束后，苏联、法国、日本等国相继在电气化铁路干线开始实践应用单相工频交流供电。1950年代，苏联首先建成了供电制式为20千伏、50赫兹交流电的莫斯科—库尔斯克—顿巴斯铁路，同时诺沃切尔卡斯克电力机车厂先后研制了适用于单相工频交流电气化铁路的VL61型（НО）、VL60型（Н6О）电力机车。后经研究发现，25千伏50赫兹交流供电是最能够平衡输电效率和供电成本的馈电制式，苏联确定在交流电气化铁路采用25千伏、50赫兹供电制式。为了吸收单相工频交流电电力机车的设计和制造经验，苏联于1957年7月向法国阿尔斯通公司订购了50台电力机车，定型为F型；“F”（Ф）代表机车由法国（Франции）进口；其中30台为货运机车（F／Ф型），10台为带有再生制动的货运机车（FR／ФР型），其余10台为客运机车（FP／ФП型）。
这批机车在车体和转向架等机械部分参考了法国国铁CC 7100型电力机车，而电气传动部分则借鉴了BB 12000、BB 16000型等法国第一代交流电力机车的牵引控制系统。机车经过改进以满足苏联铁路的宽轨轨距，同时按苏联的要求将电流制式改为25千伏工频单相交流电，采用引燃管整流并改进了通风系统。
首台货运型机车（F-01／Ф-01）于1959年4月出厂，并由阿尔斯通公司负责在瓦朗謝訥—蒂永维尔铁路进行试验；这批机车于1959年至1960年间陆续通过海路交付苏联，全部配属克拉斯诺亚尔斯克机务段（локомотивное депо Красноярск）。但这批机车在运用上包括变压器、牵引电动机、再生制动、空气压缩机等方面均遇到不少技术问题，令苏联铁道部门花上不少时间来解决。
至1970年代初期，F型电力机车由于设备自然损耗随运行里程增加而日益加剧，引燃管整流器严重老化，因此开始被VL60型、VL60P型机车取代，并陆续被封存。1973年8月，首批10台F型机车报废，包括7台F型、1台FR型、2台FP型。1976年8月，另一批7台F型、5台FP型机车报废。其余F型机车部分被改装半导体硅整流器，取代了引燃管，这种机车更名为FK／ФК型。最后一台F型电力机车于1987年报废。

## 参看
- CC 7100型电力机车
- VL60型电力机车
- 6Y2型电力机车